# Driver (computerspel)
Driver is een computerspel ontwikkeld door Reflections Interactive en uitgegeven door GT Interactive voor de PlayStation. Het actiespel is uitgekomen in Europa op 25 juni 1999, en in de VS onder de titel Driver: You Are the Wheelman op 30 juni 1999.
Het spel is tevens geporteerd naar Windows, Game Boy Color en Mac OS X.

## Plot
Voormalig autocoureur John Tanner gaat undercover om een misdaadsyndicaat te ontmaskeren. Tanner voert klussen uit voor verschillende gangsters, en komt uiteindelijk voor Castaldi te werken. Hij komt steeds meer te weten over de geheime plannen van de gangsters, die de president willen ombrengen. Tanner moet een list verzinnen om de president in veiligheid te brengen en het misdaadsyndicaat te stoppen.

## Spel
In het spel, dat is geïnspireerd door autoachtervolgingen in films, moet de speler in vier grote Amerikaanse steden rijden. Dit zijn Miami, San Francisco, Los Angeles en New York. De steden zijn nagemaakt naar het daadwerkelijke stratenplan. Een vijfde stad, Newcastle Upon Tyne, kan worden vrijgespeeld in de pc-versie.
Het spel was toentertijd vernieuwend omdat de speler elke stad als een open wereldspel kan verkennen. Driver is vaak vergeleken met de Grand Theft Auto-serie, en bevat ook veel overeenkomsten met de gelijknamige film The Driver uit 1978.

## Ontvangst
| Recensiescore             | Recensiescore |
| Recensieverzamelaar       | Score         |
| ------------------------- | ------------- |
| GameRankings              | 88%           |
| Metacritic                | 87%           |
| Publicist                 | Score         |
| Electronic Gaming Monthly | 8,3           |
| Eurogamer                 | 8             |
| Game Informer             | 8,25          |
| GameSpot                  | 7,7           |
| IGN                       | 9,7           |

Driver ontving positieve recensies. Men prees de gameplay, de details en het realisme. Kritiek was er op de matige presentatie.
De uitgever maakte in augustus 1999 bekend dat er ruim een miljoen exemplaren waren verkocht.
Op aggregatiewebsites Metacritic en GameRankings heeft het spel verzamelde scores van respectievelijk 87% en 88%.

## Trivia
- Het spel is opgenomen in het boek 1001 Video Games You Must Play Before You Die van Tony Mott.